# Restaurang Prinsen

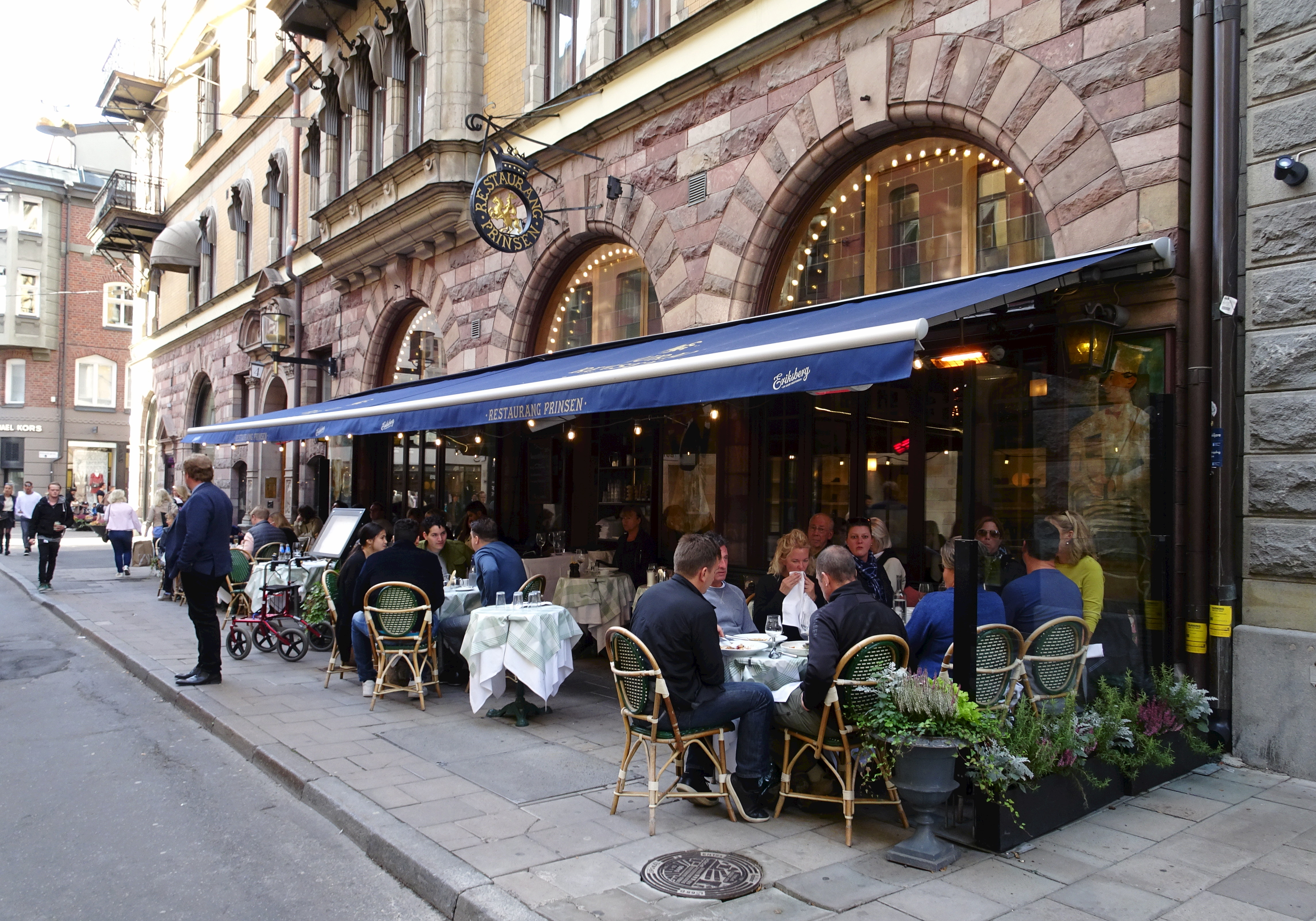
Restaurang Prinsens uteservering, september 2019.

Restaurang Prinsen är en restaurang belägen i fastigheten Pumpstocken 11 vid Mäster Samuelsgatan 4 på Norrmalm i Stockholm. Prinsen öppnade som ”Café du Prince” år 1897 och finns fortfarande kvar på samma plats. Prinsen hör därmed till en av Stockholms äldsta innerstadskrogar som bedriver sin verksamhet i obruten följd på oförändrad adress.

## Historik

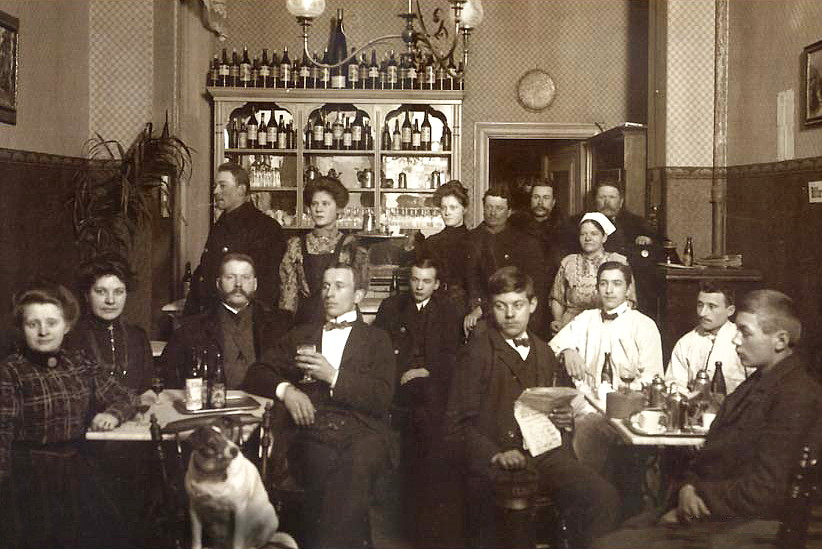
Restaurang Prinsen, personal och gäster kring sekelskiftet 1900.

I samband med Allmänna konst- och industriutställningen 1897 rådde framtidsoptimism i Stockholm och flera nya ölstugor och restauranger öppnade i staden, bland dem även en vin- och ölstuga vid namn Café du Prince. Stället startades av bokhållerskan Agnes Mathilda Rosén i den nybyggda fastigheten Pumpstocken 11 i hörnet Mäster Samuelsgatan / Biblioteksgatan vars arkitekt var Johan Laurentz.  Prinsens föregångare var dock betydligt mindre än dagens restaurang.
Redan efter ett år tog kaféidkerskan Tekla Andersson över verksamheten och 1903 trädde Josefina Maria Eriksson in som ägare. Även hennes tid på Café du Prince blev kort och 1905 var det dags för nästa ägarbyte. Då tog Augusta Wilhelmina Forsberg från Vissefjärda  i Småland över. Hon var bara 21 år gammal och drev stället ända till sin pensionering 1952. Under hennes tid byttes både namn och inriktning. Café du Prince blev Restaurang Prinsen (eller Kafé Prinsen) och ölstugan med matservering förvandlades till fullskalig restaurang, dock inget annat än öl fick serveras i alkoholväg. Atmosfären liknade fortfarande en tysk Bierstube.
År 1916 genomfördes en omfattande ombyggnad efter ritningar av arkitekt Sam Kjellberg. Delar av denna ombyggnad präglar fortfarande dagens lokal. Dit hör bland annat de stora spegelväggarna, de panelklädda pelarna och de intima alkoverna i den norra väggen.

### Prinsen under Sandrew och Bornebusch

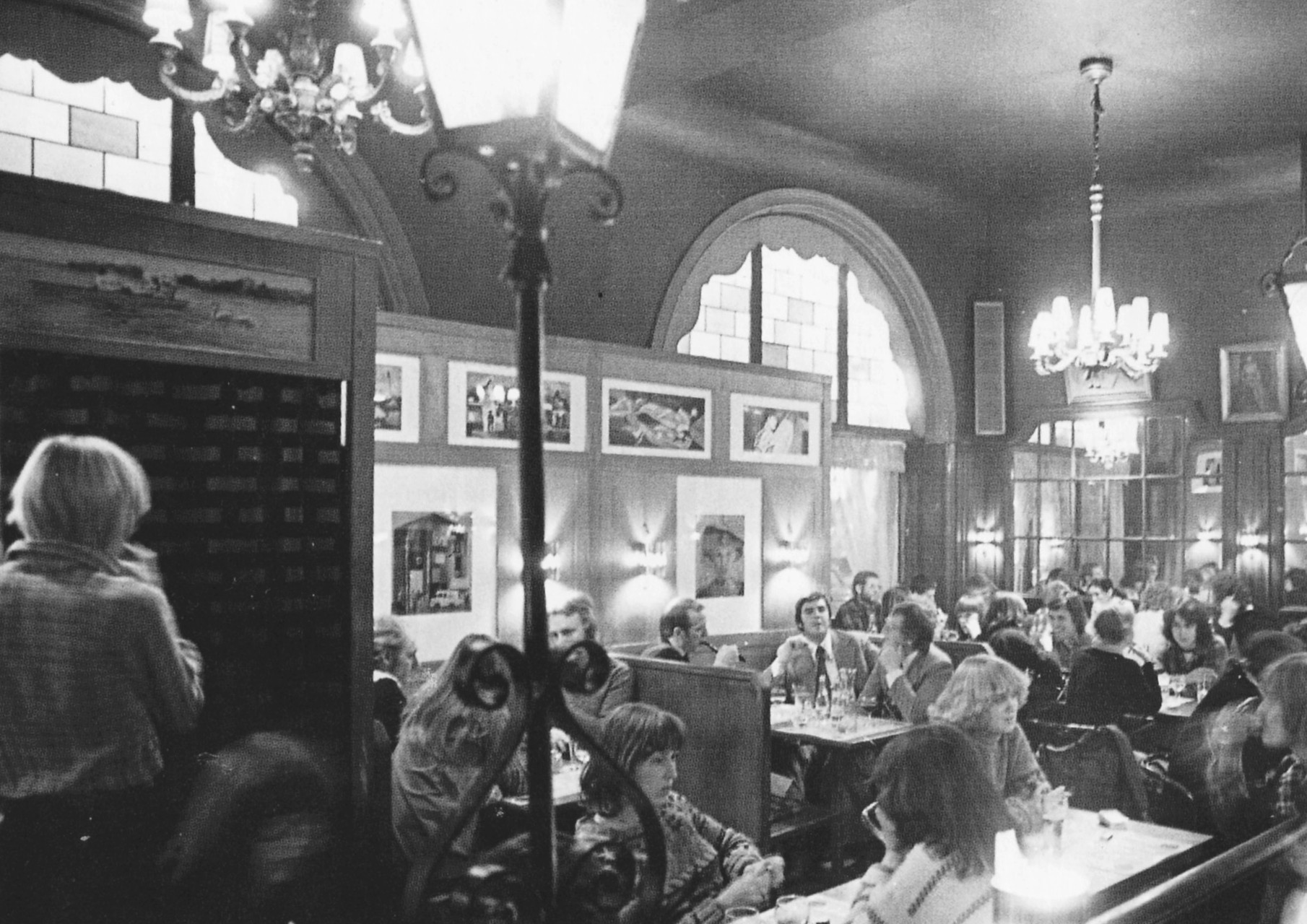
Restaurang Prinsen, interiör, 1960-tal.

Efter Augusta Wilhelmina Forsbergs tid förvärvades lokalen 1952 av teater- och filmmannen Anders Sandrew för 100 000 kronor. Han hade varit trogen stamgäst sedan länge och planerade nu en kvarterskrog för konstnärer, författare, skådespelare och biobesökare från trakten runt Biblioteksgatan och Stureplan. Kort efter förvärvet lät han bygga om Prinsen som blev en sorts franskinspirerad bistro med ”vällagad svensk husmanskost i rikliga portioner”. För det praktiska arbetet ansvarade igen en kvinna, Annika Törnqvist, som skötte Prinsen i nära samarbete med Sandrew. För honom blev restaurangen en ekonomisk och publik framgång inte minst på grund av motbokens avskaffande som bidrog till att uteätandet tog fart. 
När Sandrew avled 1957 övertog Annika Törnqvist (gift Bornebusch) hela rörelsen. Hon efterträddes i början av 1960-talet av sin son, Peder Bornebusch, som även drev Wärdshuset Godthem på Djurgården. Bland rätter från Bornebuschs tid märks ”Entrecôte Café de Paris” som han tog hit från Café de Paris i Genève. Han medgav dock själv att hans variant inte var lika bra som originalet.

### Prinsen under Nordin

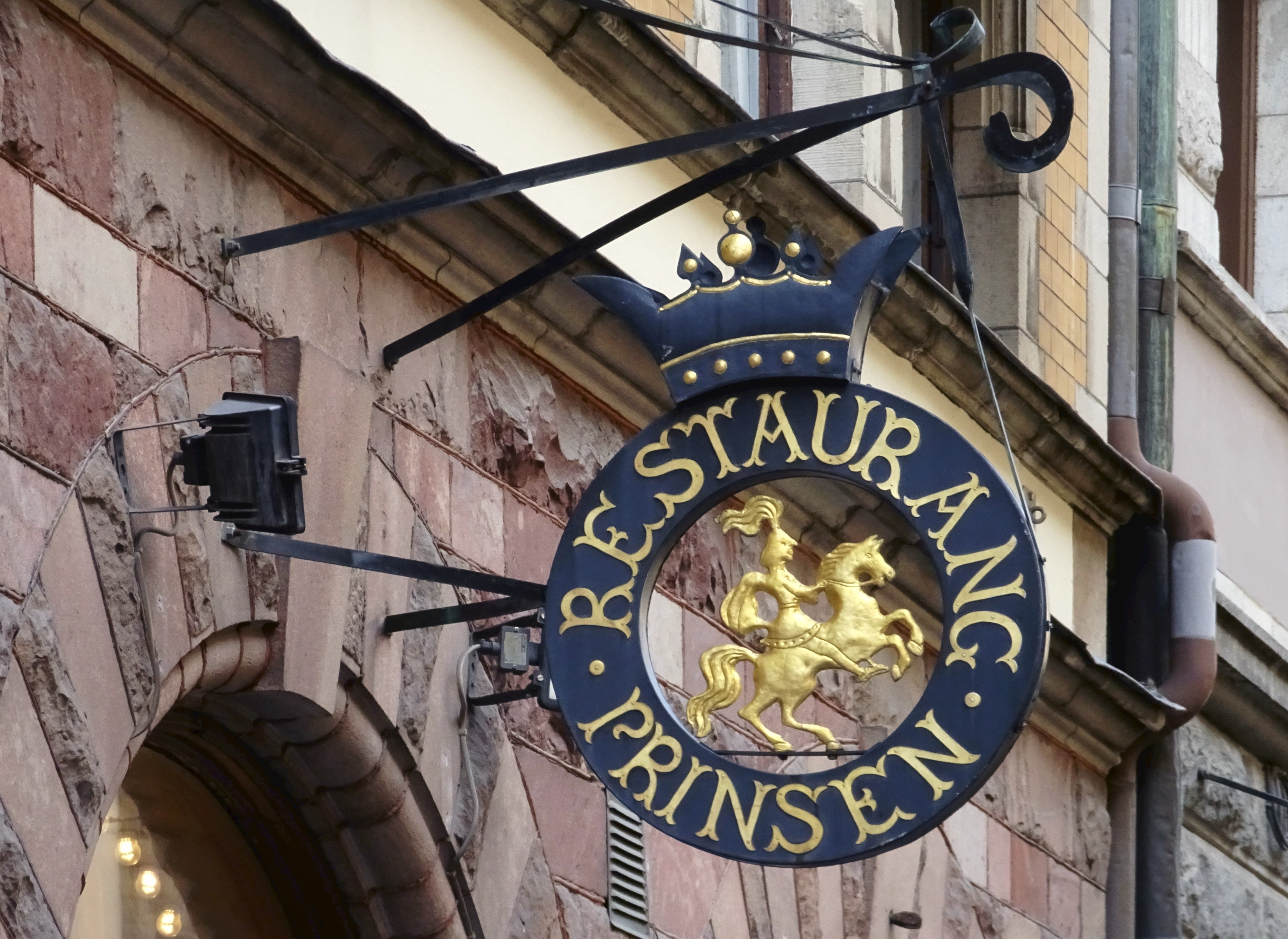
Prinsens flaggskylt.

År 1986 tillträdde åter nya ägare med krögaren Bengt Sörås (född 1958), reklammannen Leon Nordin (1930–2016) och dennes son kocken Peter Nordin (född 1958). De ville förvandla restaurangen att kunna möta 1980- och 1990-talens trendiga konkurrens som växte upp kring Stureplan. Köksutrustningen förnyades och flera ombyggnader och reparationer genomfördes tillsammans med fastighetsägaren Hufvudstaden AB. 
Från och med 1989 drevs Prinsen i ensam regi av Peter Nordin tillsammans hustrun, konditorn Carina. Sedan 2010 ingår Prinsen och ett tiotal andra restauranger i PDF Brasserie Group där Peter Nordin blev majoritetsägare. PDF syftar på Peter Nordin, Danijel Güven och dennes bror Filip.
År 2017 lämnade Nordin företaget och därmed även Restaurang Prinsen. Därefter delades ägarskapet i PDF Brasserie Group av Danijel och Filip Güven. 2018 hette krögaren på Prinsen Danijel Güven, köksmästaren Karl Mogren och sommelieren Theo Stefanidis.

## Guldprinsen
Guldprinsen var ett litteraturpris som utdelades av Prinsen till yngre författare som skrivit årets bästa diktsamling. Guldprinsen delates ut mellan 1990 och 2007. Till pristagarna hörd bland andra Magnus William-Olsson (1990), Eva-Stina Byggmästar (1998), David Vikgren (2004) och Eva Ribich (2007).

## Interiörbilder

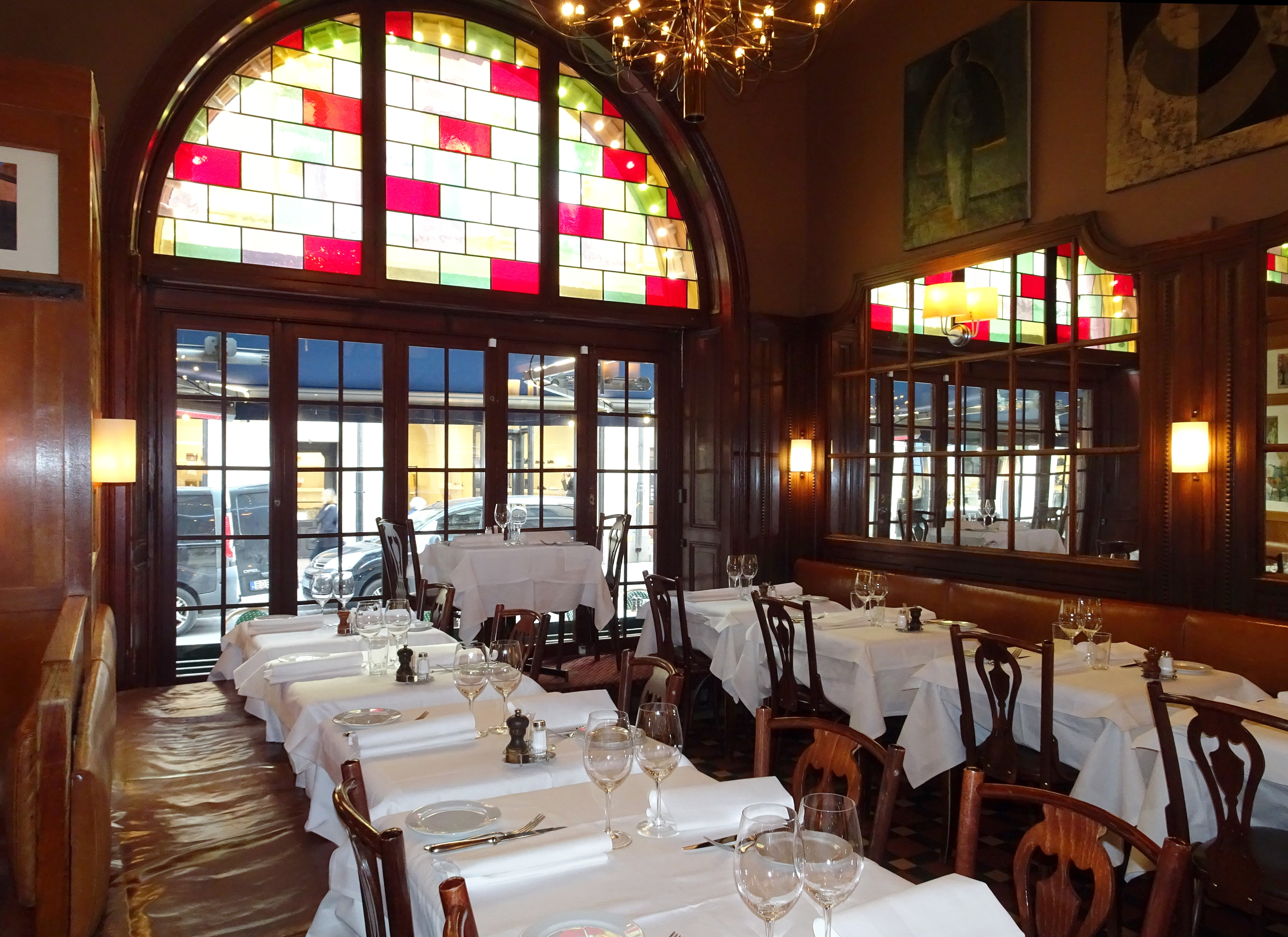
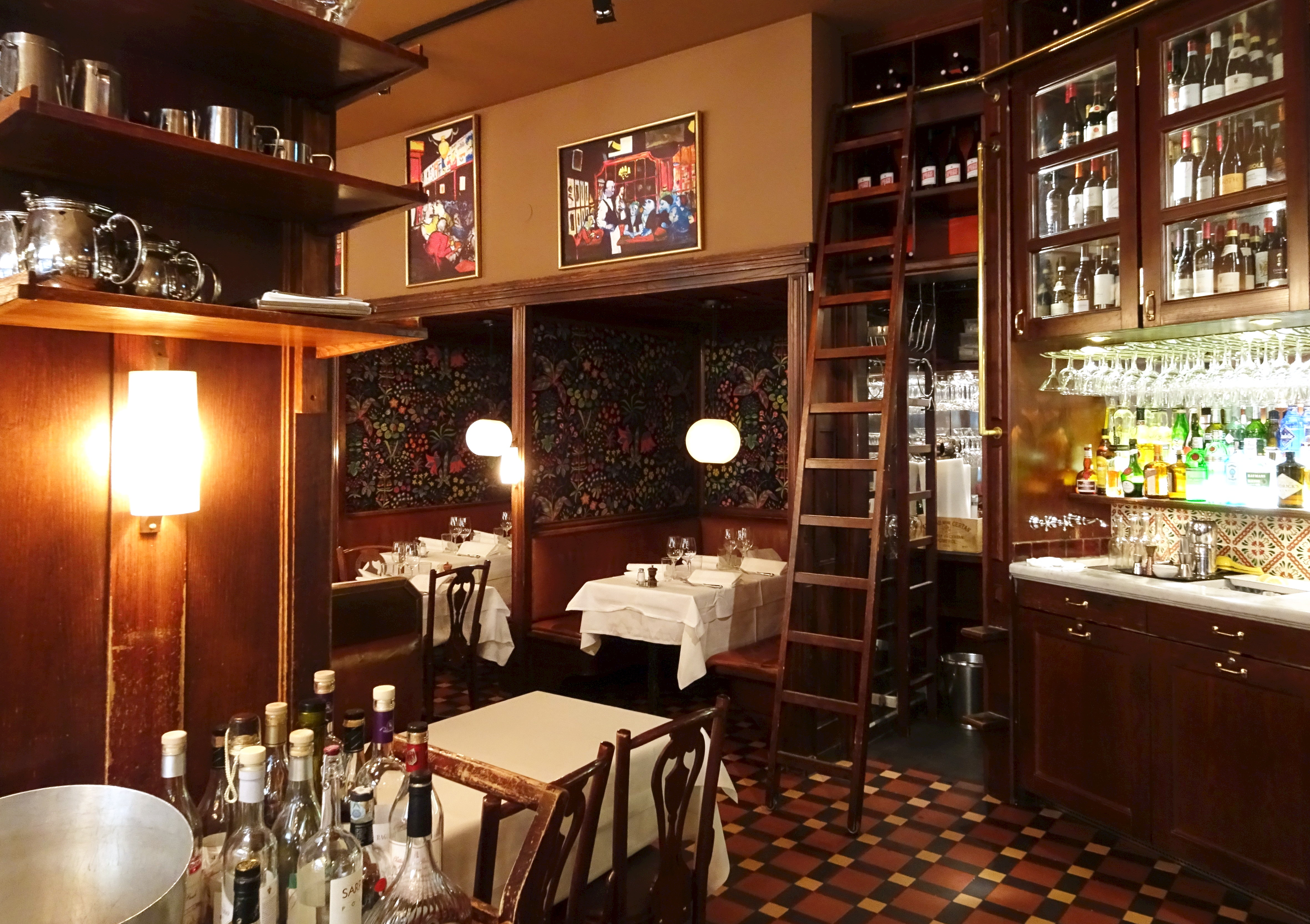
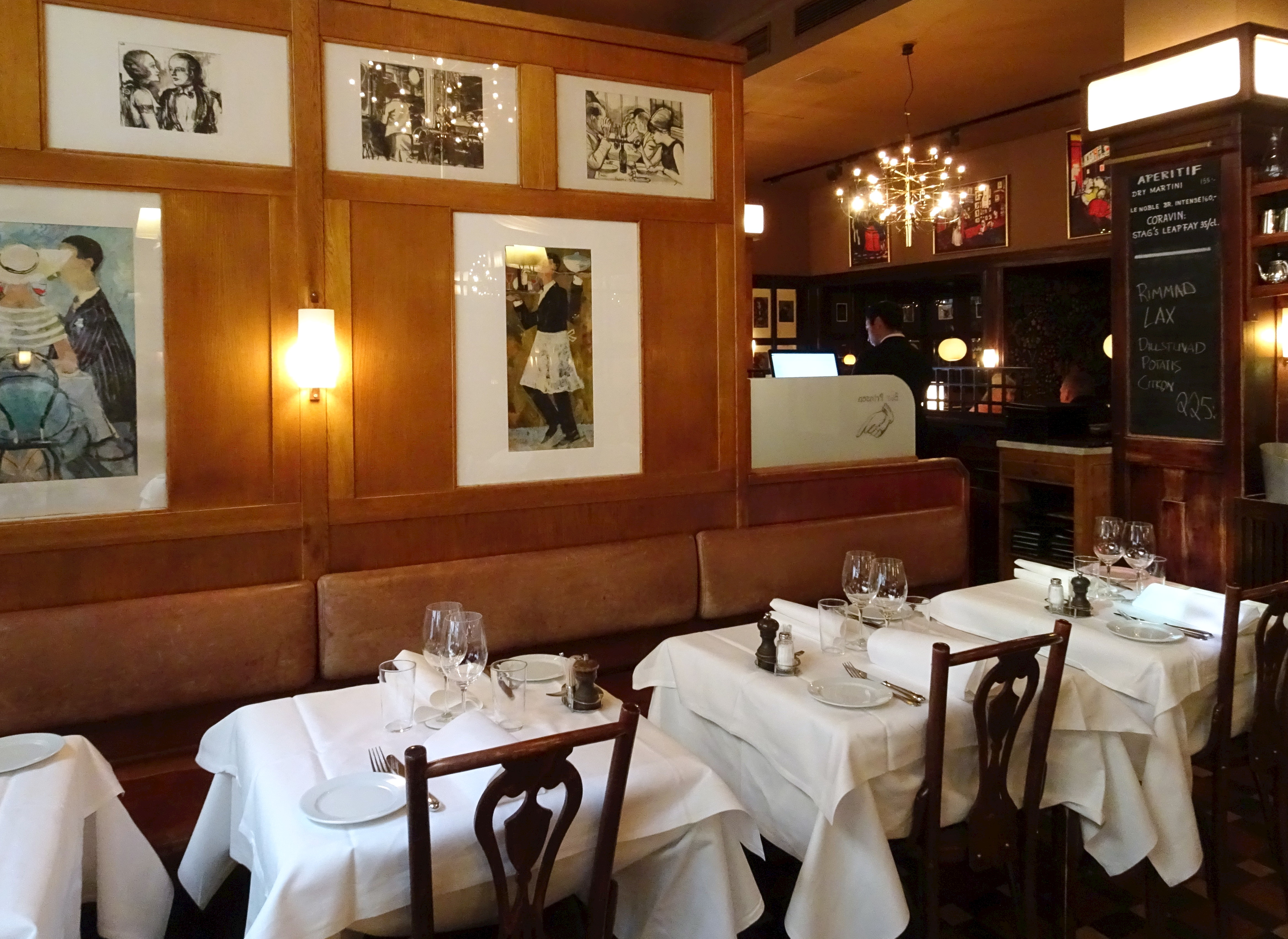
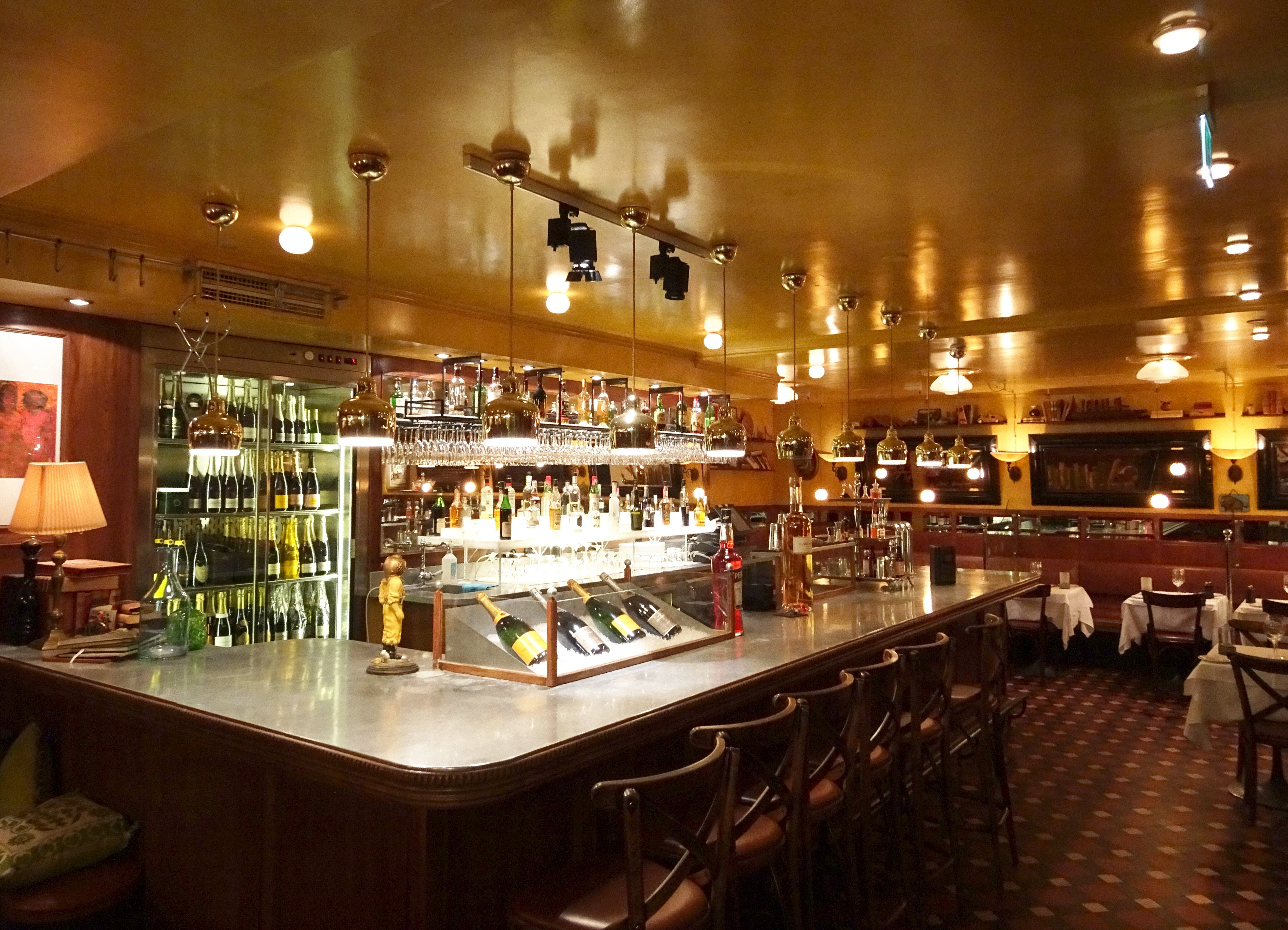
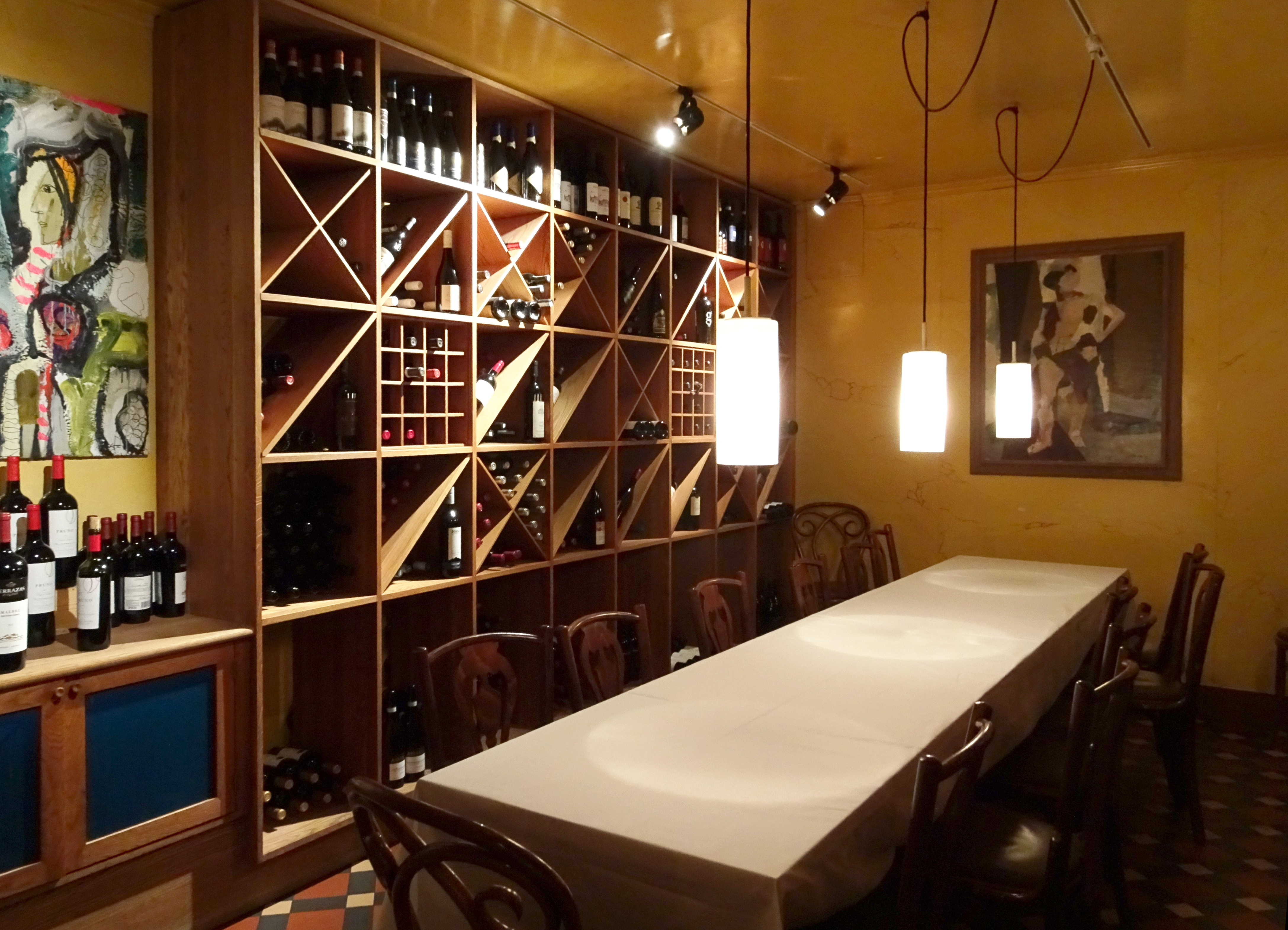